# Magnus Ringman
Magnus Ringman, född 7 januari 1970 i Malmö. Magnus Ringman jobbade som reporter på Kvällsposten under en period 1988–1991 och återvände som chefredaktör för tidningen den 1 augusti 2018. I februari 2020 lämnade han denna tjänst.
Den 1 mars 1991 hade han börjat på Aftonbladet som reporter, först på Malmöredaktionen men sedan mestadels i Stockholm. På Aftonbladet har han varit reporter, nyhetschef, redaktionschef, HR-chef, stabschef. 
Ringman startade också stora projekt som Svenska Hjältar 2008 och Gula Båtarna 2015–2016. Gula båtarna var ett samarbetsprojekt mellan Schibsted och Sjöräddningssällskapet och syftade till att rädda flyktingar från att drunkna i farvattnen mellan Turkiet och Grekland. Två båtar placerades på den grekiska ön Samos och under perioden hösten 2015 till våren 2016 räddades 1 892 flyktingar upp på båtarna. Schibsteds tidningar Aftonbladet och Svenska Dagbladet kunde rapportera direkt från båtarna och journalisterna utgjorde också räddningsmanskap ombord.
1992 mottog Magnus Ringman Föreningen Grävande journalisters pris "Guldspaden" för artikelserien "Vi och Dom", om invandrare och svenskar. 1999 mottog Magnus Ringman och Maria Trägårdh Stora Journalistpriset för artikelserien "Biobankerna", om lagring av biologiskt material på landets sjukhus. Projektledare 2002 för Skolverkets, Ungdomsstyrelsens och Aftonbladets demokratiprojekt "Ungt val 2002".
2008 tilldelades Magnus Ringman Schibsted journalism awards för arbetet med Svenska Hjältar.